# Якубсон, Олег Леонидович
Оле́г Леони́дович Якубсо́н (5 мая 1937, Ливны, Курская область — 29 октября 2016, Ливны, Орловская область) — советский и российский педагог и краевед, заслуженный учитель Российской Федерации, Почётный гражданин города Ливны, создатель современного Ливенского краеведческого музея, обнаруживший останки древнейшего животного, возраст которого составил примерно 350 миллионов лет, названного впоследствии Якубсонией ливенской (Jakubsonia livnensis).

## Начало биографии

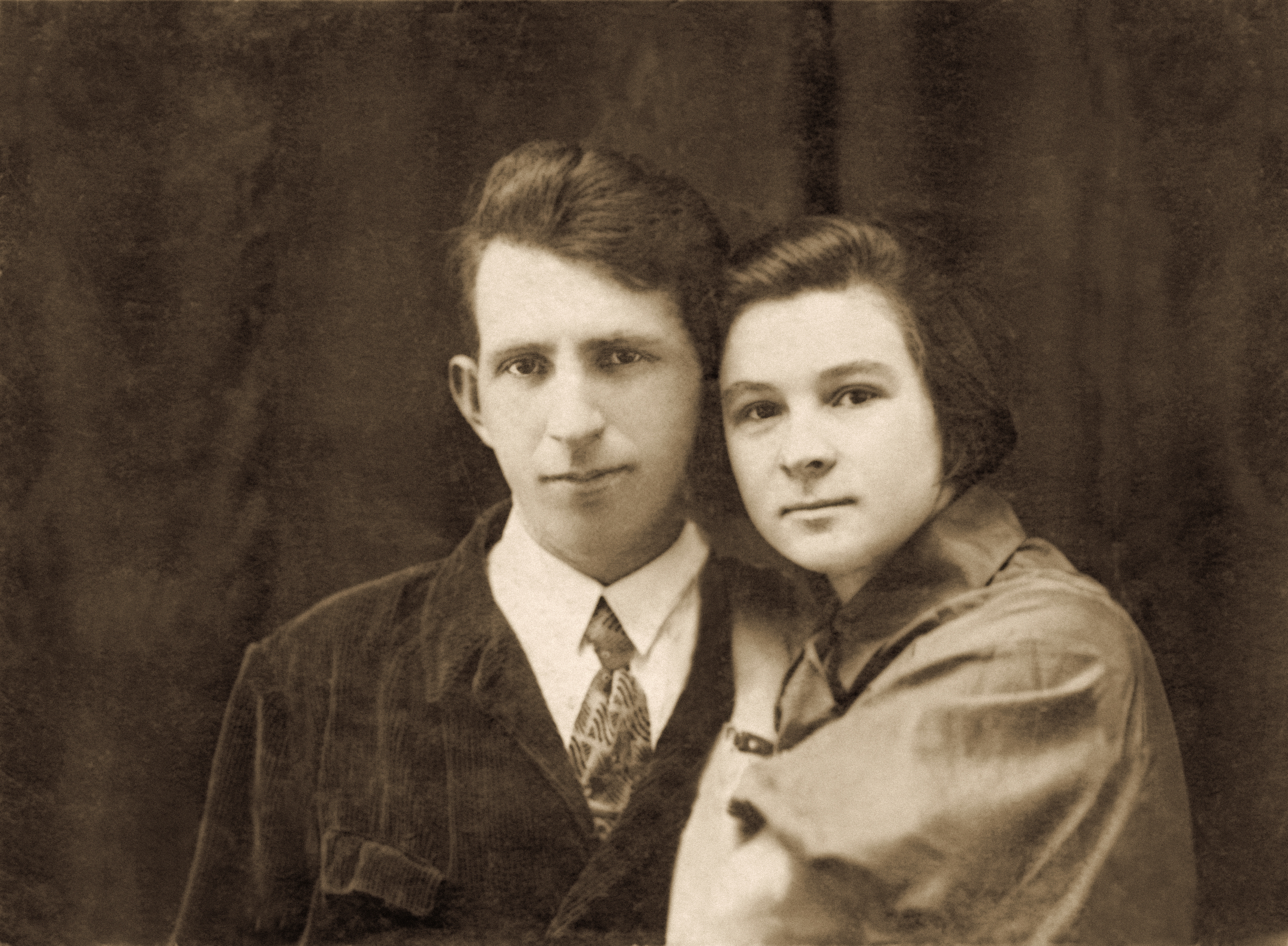
Родители Олега — Леонид Яковлевич и Софья Алексеевна Якубсон. 1937 год.

Родился вечером 4 мая в семье ливенских педагогов Леонида Яковлевича и Софьи Алексеевны. Однако, как он сам утверждал, к моменту рождения, по просьбе отца было прибавлено несколько часов и в ЗАГСе утвердилась дата 5 мая — День рождения Карла Маркса, основоположника марксизма.
Через несколько недель после его рождения отец был репрессирован. Приговор состоял в 5 годах лишения свободы и 2 годах поражения в правах:126. Однако, отсидев год и восемь месяцев, волей судьбы был амнистирован по кассационной жалобе и даже восстановлен в правах и в партии. Погиб он уже на фронте, в августе 1941 года под городом Ельня, куда ушёл добровольцем в первые дни войны.
В 1945 году, после возвращения из эвакуации, он пошёл в первый класс ливенской школы № 1. Город практически полностью стоял в руинах. Электричество включалось лишь с наступлением темноты и до 12 часов ночи. Карточки, очереди за хлебом, на перекрёстках местами стояли будки водоразборных колонок, где за копейку наливали ведро воды. Жизнь была тяжёлой и однообразной. Учёба в школе ему не нравилась, но некоторой отдушиной служили книги, которые он брал сразу в трёх библиотеках — школьной, детской, взрослой.

## Учёба в институте (1955—1960)

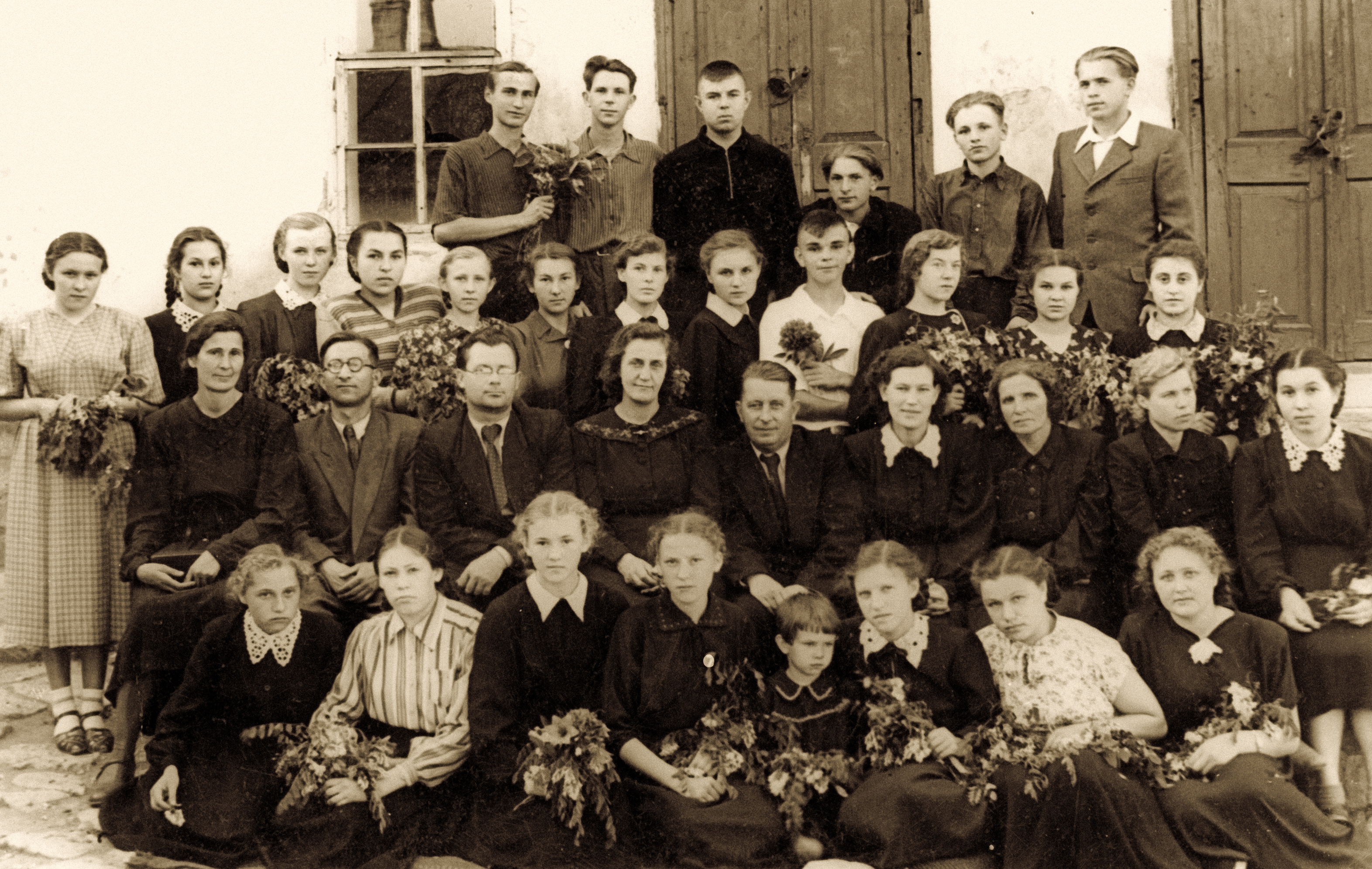
Олег Якубсон (верхний ряд, второй слева) в выпускном классе. 1955 год.

В 1955 году, окончив школу, он не смог пойти в военное училище, что сделали многие его приятели, так как не прошел медкомиссию по зрению. Поэтому, продолжая родительскую линию, поступил в Орловский пединститут. При этом сначала был принят лишь кандидатом, как набравший 15 баллов вместо 17 проходных, но после первой сессии, которую сдал без троек, его зачислили как полноправного студента.
Учёба в институте проходила гораздо успешнее, чем в школе. На последних курсах он получал повышенную стипендию, а государственные экзамены сдал на отлично. Однако, в материальном плане, время было сложным. Выручали летние поездки для заработка на целину. Два лета подряд он провёл в Костанайской области на уборке урожая.

## Служба в армии (1960—1962)

Олег Якубсон — офицер запаса.
Декабрь 1962 год.

В 1960 году после защиты институтского диплома получил распределение в Стрикинскую среднюю сельскую школу Арсеньевского района Тульской области. Но долго работать там не довелось. Всего через месяц его призвали на службу в армию.
Служить пришлось с 1960 года по декабрь 1962 в танковом полку Закавказского военного округа. Воинская часть располагалась вблизи городка Ахалкалаки, а в непосредственной близости, у турецкого города Ардахан, находилась военная база вероятного противника — США. По его словам, из армейской жизни словам, запомнились два момента. Первый — это когда в связи с карибским кризисом был объявлен призыв добровольцев на Кубу, его построенный на плацу полк, сделал шаг вперёд практически в полном составе. Второй — когда при сдаче стрелковых нормативов знакомый солдат, отвечавший за подсчёт попаданий в мишень, помог ему этот норматив выполнить с первого раза, несмотря на слабость зрения. В армии Олег Леонидович вступил в члены КПСС и успешно сдал экзамены на офицера запаса, получив звание младшего лейтенанта.

## Возвращение в Ливны (1963—1965)
Возвращение в Ливны с армейской службы пришлось на 2 января 1963 года. А 1 февраля началась учительская работа. Поначалу, в середине учебного года, с трудом набралось 12 часов в неделю. Но постепенно с работой наладилось. Сверх того, так как энергии было достаточно, возникло множество внеклассных мероприятий: лыжные и пешие туристические походы, акробатические секции, разнообразные кружки, смотры художественной самодеятельности, пришкольный участок, хоккей, разные спортивные игры, духовой оркестр, метеоплощадка. Бичом организации школьного процесса были осенние сельскохозяйственные работы, которые составляли полтора месяца поездок на уборку картофеля и свеклы. Были также сборы металлолома и макулатуры, санитарные очистки города весной и осенью, посадки деревьев и кустарников и много ещё, что отвлекало от выполнения прямых учительских обязанностей.

## Тульский период (1965—1968)
Бурный водоворот повседневной жизни породил физическую и психическую усталость, которая вызвала острое желание уединения. 27 декабря 1965 года, никого не предупреждая, он уезжает в Тульскую область, в Арсеньево, откуда уходил в армию. По направлению местного Отдела народного образования, сначала он работает учителем географии и биологии в Белоколодезской школе, а с весны 1966 года переводится директором восьмилетней Меркуловской. Эта школа была малокомплектной и каждому учителю приходилось дополнительно вести по два-три предмета. Кроме своих основных уроков, из-за болезней коллег, он также вёл иностранный язык, химию, рисование, историю.

## Второе возвращение в Ливны

Олег Якубсон.
1981 год.

В 1968 году ухудшилось здоровье его матери и он возвращается обратно в Ливны. Все последующие годы до выхода на пенсию в 1997 году он постоянно находится на преподавательской работе. Менялись школы и должности, дважды он избирался председателем объединённого райкома профсоюза работников просвещения города Ливны и района (1981—1985), но всегда сохранялся живой контакт в учительской среде и интерес к жизни школы:143-144.

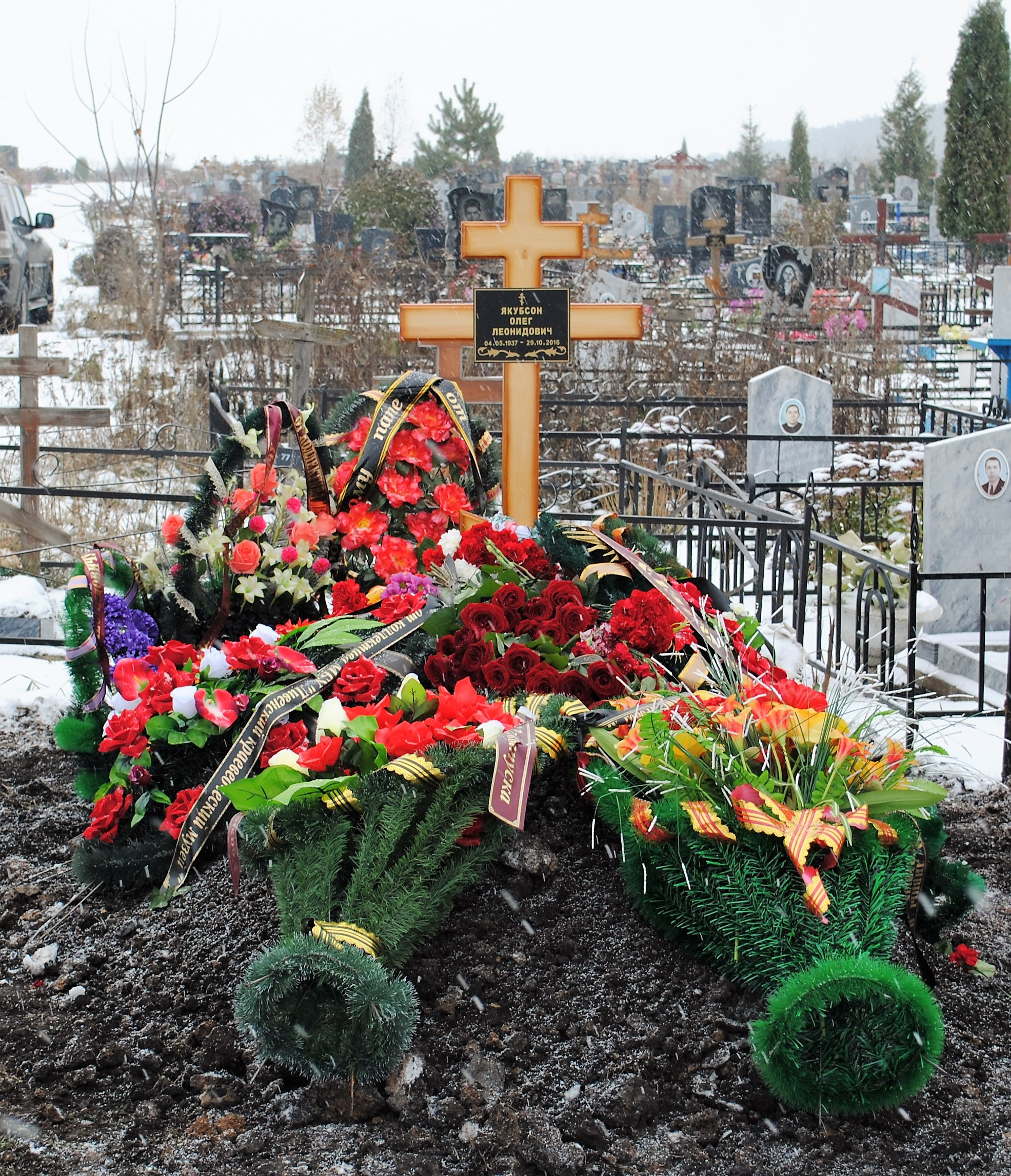
Захоронение О. Якубсона на Новом заливенском кладбище Ливен. 1.11.2016

В 1997 года он вышел на пенсию. Его педагогический стаж закончился в той же Ливенской школе № 1, куда он когда-то пришёл первоклассником.
Покинув школу, поступил на работу в Ливенский краеведческий музей в качестве старшего научного сотрудника. С 2010 года окончательно ушёл из государственных организаций и своё время посвятил творчеству. С успехом занимался глиняной лепкой на тему истории города, включая портреты его жителей.
Похоронен на Новом заливенском кладбище в Ливнах.

## Некоторые детали биографии
- В октябре 1963 года молодой учитель Олег Якубсон проводил со школьниками очередной поход выходного дня[8]:122. На размытом склоне лесного оврага урочища Липовчик они обнаружили россыпь человеческих костей. Из них удалось сложить шесть скелетов. После фотографирования кости были погребены, а результатом активного обсуждения стало решение о принадлежности останков погибшим во время Второй мировой войны.

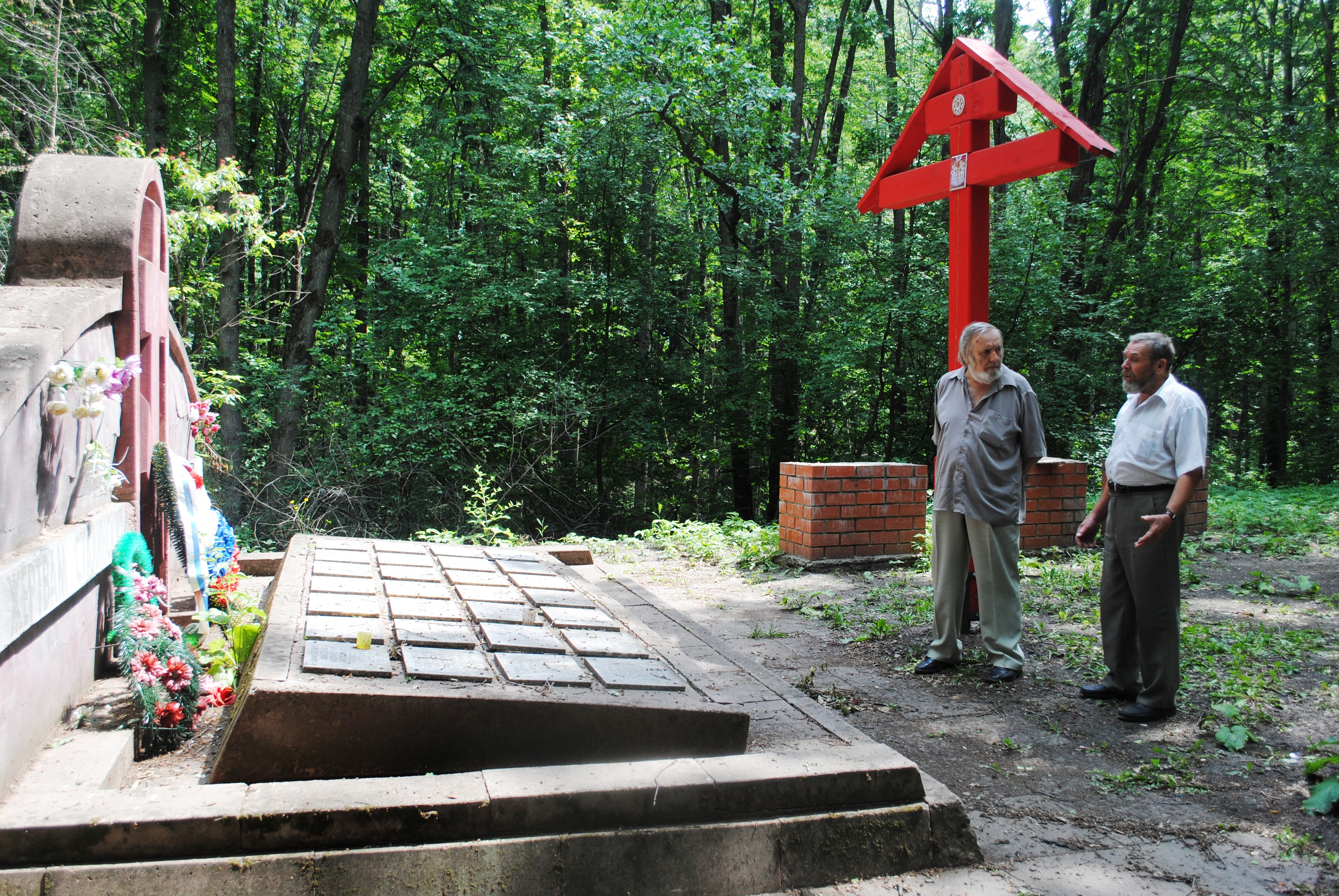
Олег Якубсон (крайний справа) у мемориала Липовчик. 2011 год.

Но дело на этом не закончилось. Конец 50-х, начало 60-х годов прошлого века связаны в Ливнах со всплеском интереса к ушедшим временам. Он возник как результат многочисленных лекций местного краеведа С. П. Волкова и изданием первой книги об истории города.
Не сразу, но выяснилось, что на самом деле ученики наткнулись на останки жителей, убитых сотрудниками НКВД СССР в 1937—38 годах. Со временем даже получилось записать рассказ случайного свидетеля:36. По прошествии почти тридцати лет, в 1992 году, на месте, обнаруженном О. Л. Якубсоном, был открыт мемориал жертвам сталинских репрессий — Липовчик.
- В 60-х годах XX века Олегу Леонидовичу удалось возродить Ливенский краеведческой музей. Основой послужила его коллекция предметов собранных с учениками в туристических походах и на экскурсиях. Сначала экспозиция выставлялась в Ливенской школе № 1, а потом, с 1 сентября 1967 года, в специально отведённом властями здании, ставшем городским музеем. Причём всё это было совершено на общественных началах.
- В 1966 году Олегом Якубсоном совместно с художником А. Селищевым предприняты первые шаги в восстановлении герба города Ливны[10].
- В 1997 году О. Л. Якубсону было присвоено звание Заслуженный учитель Российской Федерации.

Олег Якубсон (крайний справа) на раскопках

- В 1997, 1998, 1999 и 2000 годах в заброшенном известняковом карьере, что неподалёку от деревни Горностаевка Ливенского района, каждое лето под руководством к.б.н. О. А. Лебедева работала совместная группа исследователей Палеонтологического института им. А. А. Борисяка РАН и Ливенского краеведческого музея.

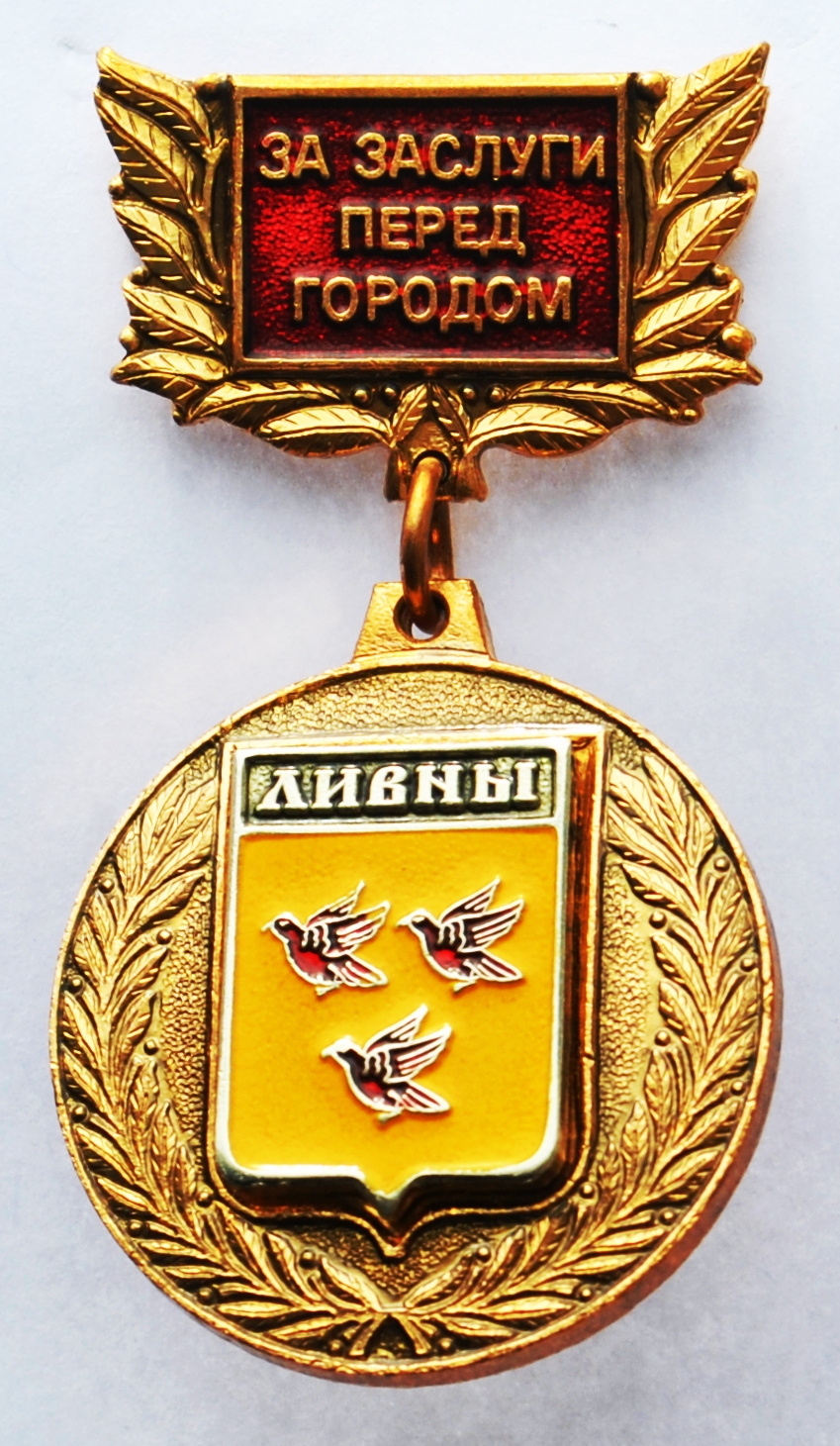
Знак «За заслуги перед городом Ливны»

В раскопках принимал участие и старший научный сотрудник музея — Олег Якубсон. В 1999 году ему посчастливилось найти окаменелые останки древнего животного, возраст которого составил примерно 350 миллионов лет. Исследования выявили, что животное относится к неизвестному, до сей поры роду. Это четвероногое, небольших размеров (типа саламандры) земноводное, имевшее и жабры, и лёгкие. На сегодня это животное является древнейшим из обитавших на территории России. По традиции, его назвали в честь первооткрывателя — Якубсонией ливенской (Jakubsonia livnensis). Информация о ливенском уникальном явлении вошла в сборник Международного симпозиума по древним позвоночным.
- В 2009 году Олег Леонидович был награждён администрацией города почётным знаком «За заслуги перед городом Ливны»[6]:144.
- В 2013 году, несмотря на активное сопротивление коммунистов — депутатов городского совета[12], Олег Якубсон стал Почётным гражданином города Ливны[13].

## Память
В 2022 году в орловском издательств «Картуш» вышла книга рассказывающая о жизни О. Л. Якубсона.

## Основные публикации

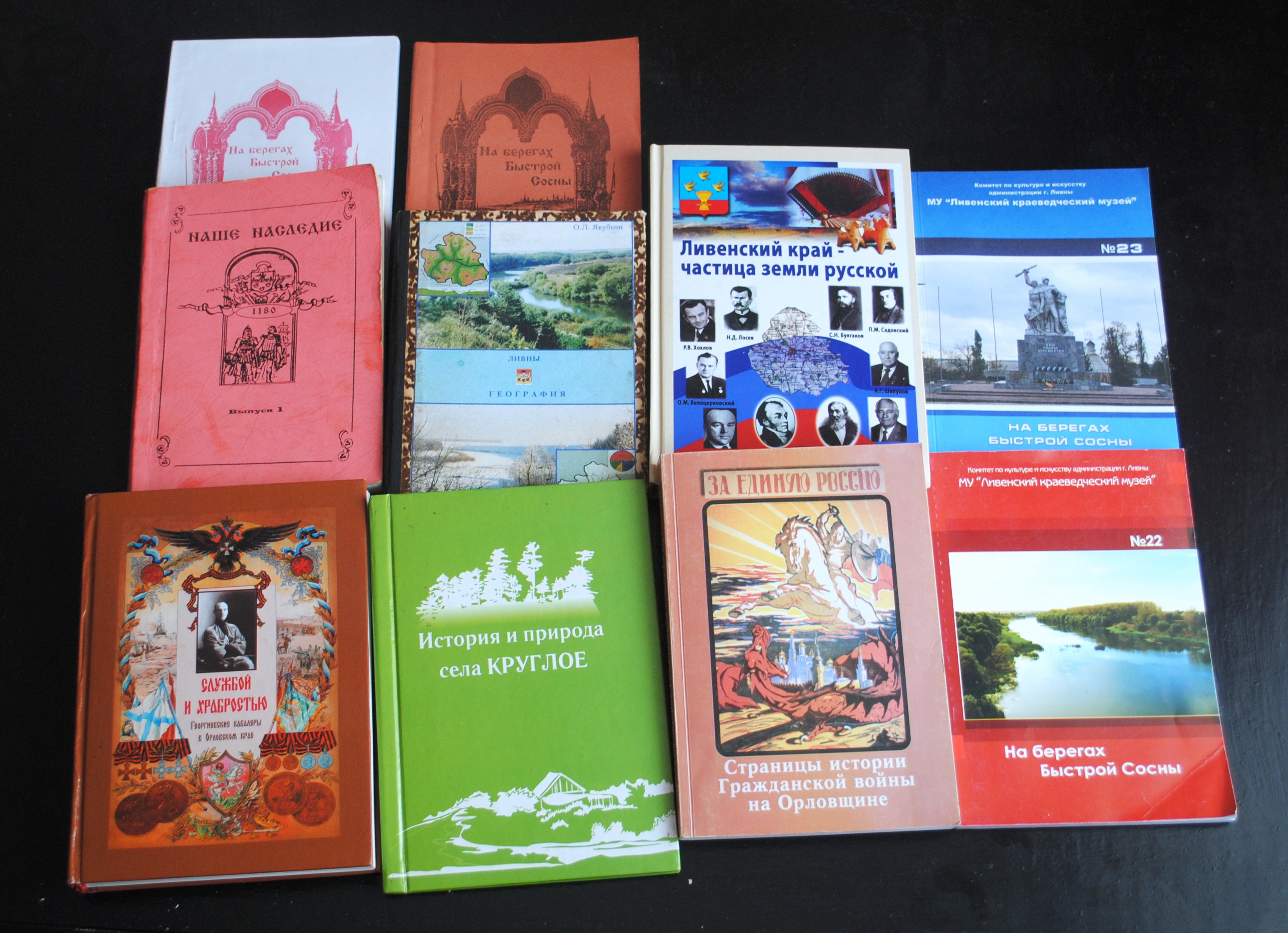
Некоторые из публикаций О. Якубсона

Обширный перечень публикаций Олега Леонидовича преимущественно посвящён истории и современности Ливен и округи. Конкретно, это следующее:
- Особенности географического положения[15][16]
- Жизнь Ливенского краеведческого музея[17][18]
- Биография Сергея Николаевича Булгакова[19][20]
- История боёв Великой Отечественной войны и её героев-ливенцев[21][22][23][24][25]
- История древних Ливен[26][27][28][29][30][31]
- Плешковский гончарный промысел[32][33]
- Страницы культурной и общественной жизни[34][35][36]
- Жертвы большевистского террора в Ливнах[9][37]
- История выведения ливенской породы свиней[38]
- Ливенские Православные храмы[39]
- Жители ливенского края[40][41][42][43]
- Погода и природа[44][45][46]
- Антибольшевистское восстание в Ливнах[47]

Печатные работы Олега Якубсона включают также опыт беллетристики — перевод польского детектива.